# Phylloscopus pulcher
A Phylloscopus pulcher a verébalakúak (Passeriformes) rendjébe, ezen belül a füzikefélék (Phylloscopidae) családjába és a Phylloscopus nembe tartozó faj. 10-11 centiméter hosszú. Észak-India, Nepál, Bhután, nyugat- és észak-Mianmar, dél- és közép-Kína erdős, bozótos területein költ 2100-4300 méteres tengerszint feletti magasságon, Délkelet-Ázsia északi részén telel. Többnyire rovarokkal táplálkozik, de virágnektárt is fogyaszt. Áprilistól júniusig költ.

## Alfajai
- P. p. kangrae (Ticehurst, 1923) – költési területe északnyugat-Himalája, télen a délebbi völgyekbe húzódik vissza;
- P. p. pulcher (Blyth, 1845) – közép- és kelet-Himalája (északnyugat-Indiától dél-Kínáig), közép-Kína, nyugat- és északkelet-Mianmar, télen a Himalája déli völgyei, kelet-Mianmar, dél-Kína, északnyugat-Laosz, északnyugat-Vietnám, északnyugat-Thaiföld.

## Fordítás
- Ez a szócikk részben vagy egészben  a   Buff-barred warbler című angol Wikipédia-szócikk fordításán alapul.  Az eredeti cikk szerkesztőit annak laptörténete sorolja fel. Ez a jelzés csupán a megfogalmazás eredetét és a szerzői jogokat jelzi, nem szolgál a cikkben szereplő információk forrásmegjelöléseként.